# Sinistus maculatus
Sinistus maculatus is een hooiwagen uit de familie Epedanidae.